# Taqqut
Taqqut ist eine Landspitze auf der Baffininsel im kanadischen Territorium Nunavut. Die Landspitze liegt im Tay Sound.
Taqqut ist etwa 210 Meter lang und bis zu 500 Meter breit.